# Локалитет Змајевац—Камењар
Локалитет Змајевац—Камењар је локалитет у режиму заштите I степена, површине 50,90ha, у централном делу НП Фрушка гора, изнад каменолома Стари Раковац.
Налзаи се у висинском распону 270-470 м.н.в., у ГЈ 3804 Поповица-Мајдан-Змајевац, одељење 25 (одсеци „е” и „г”), 29 (одсеци „б” и „е”) 30 (одеци „а” и „б”), 31 (одсеци „а”, „б”, „ц” и „д”). Обухвата широки плато главног фрушкогорског била, околине главице гребена, јужне падине и увале у долини Сребрног потока. Заштићен је 1962. године као научноистраживачки резерват, полигон за комплексна биогеоценолошка истраживања шумских екосистема. Значајан је и као станиште шумске орнитофауне, јужне падине су обрасле шумом китњака (Festuco-Quercetum petreae), у увалама је мешовита шума букве (Fagetum mixtum), а на широком платоу гребена распрострањена је климарегионална заједница китњака и граба (Rusco-Querco-Carpinetum). 
У оквиру локалитета налазе се значајни шумски екосистеми важни за опстанак птица дупљарица, Беловрате мухарице и Малог детлића (Dendrocopos minor).